# Wilgotnica cytrynowa

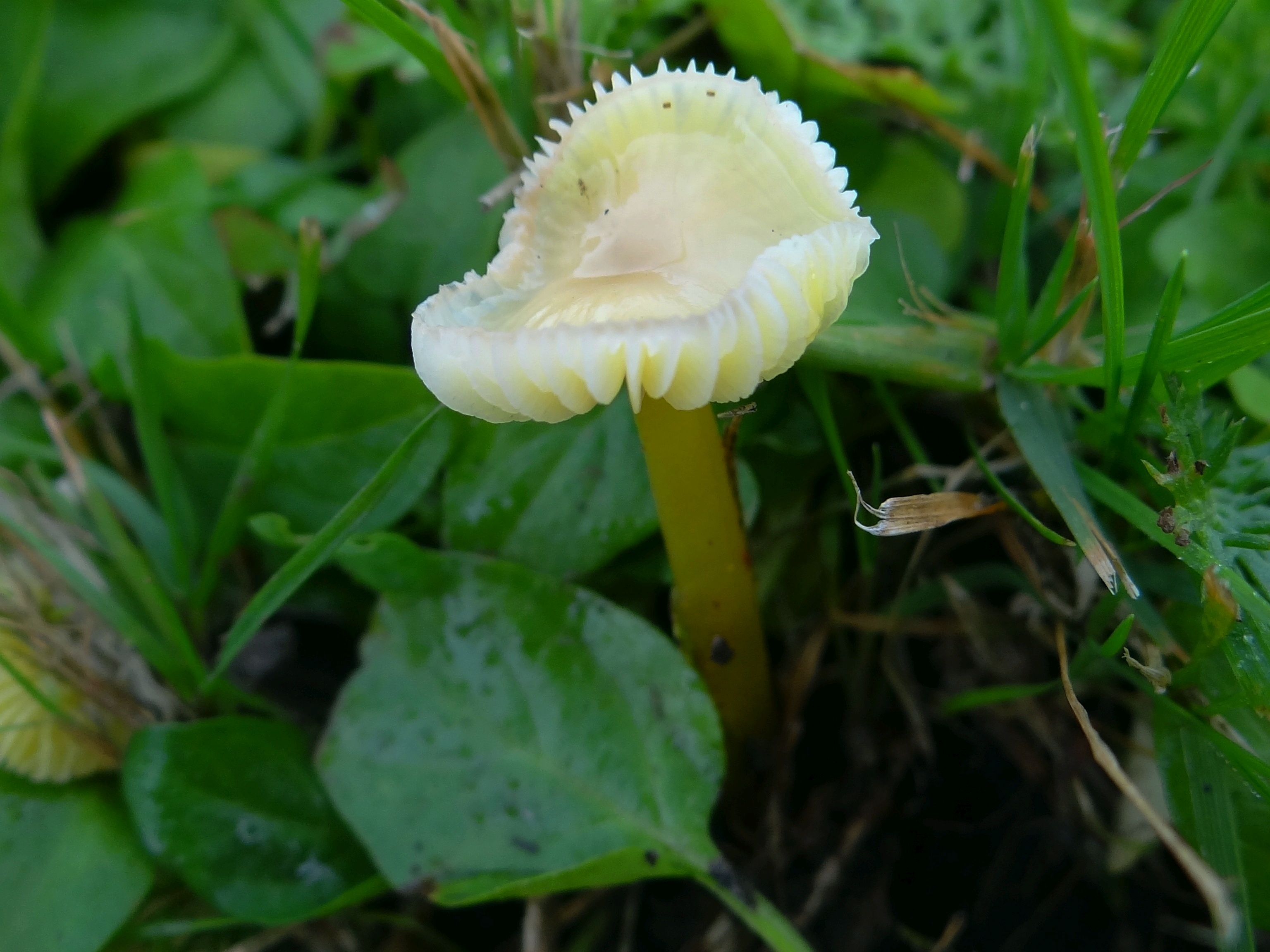

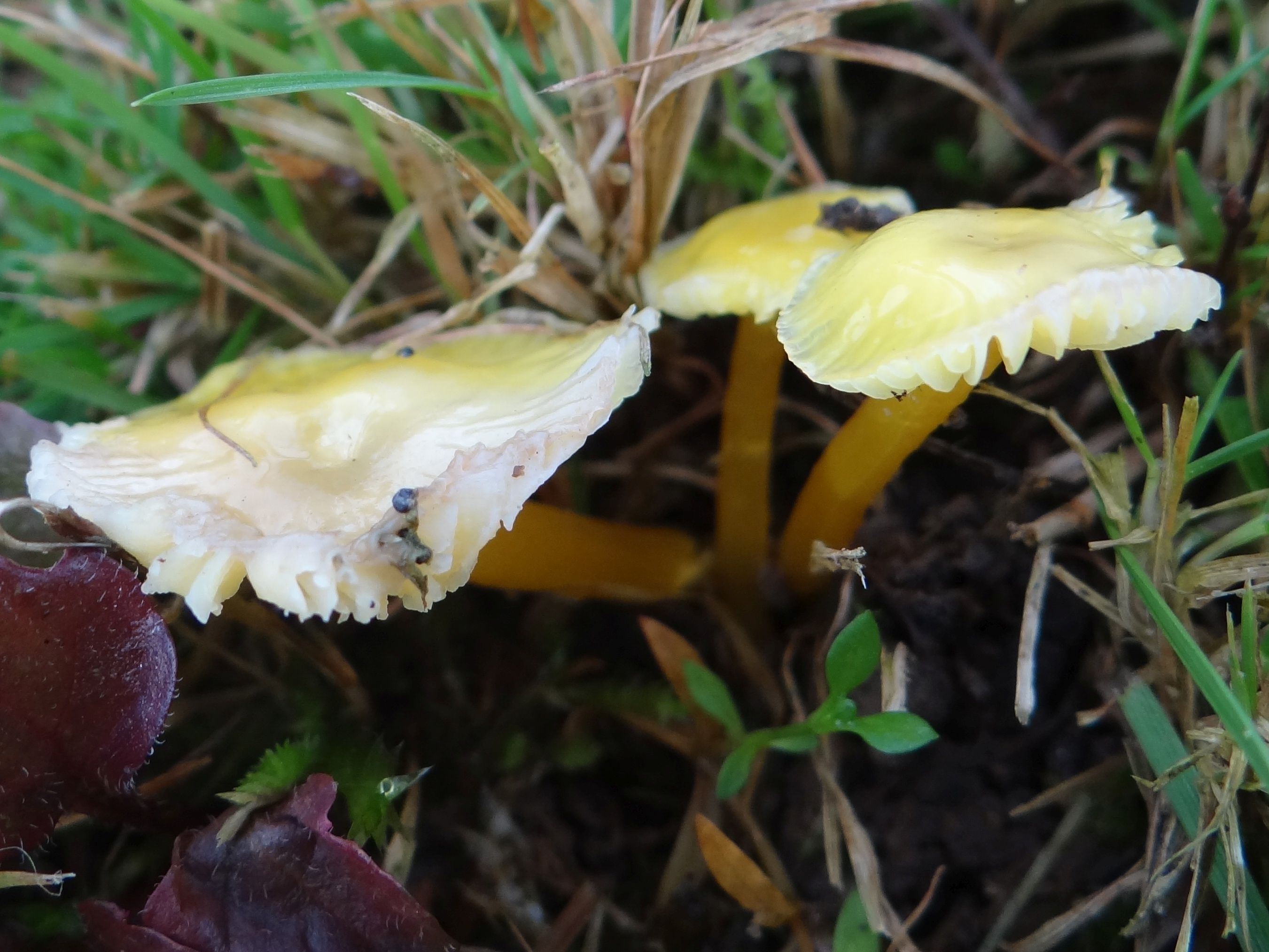

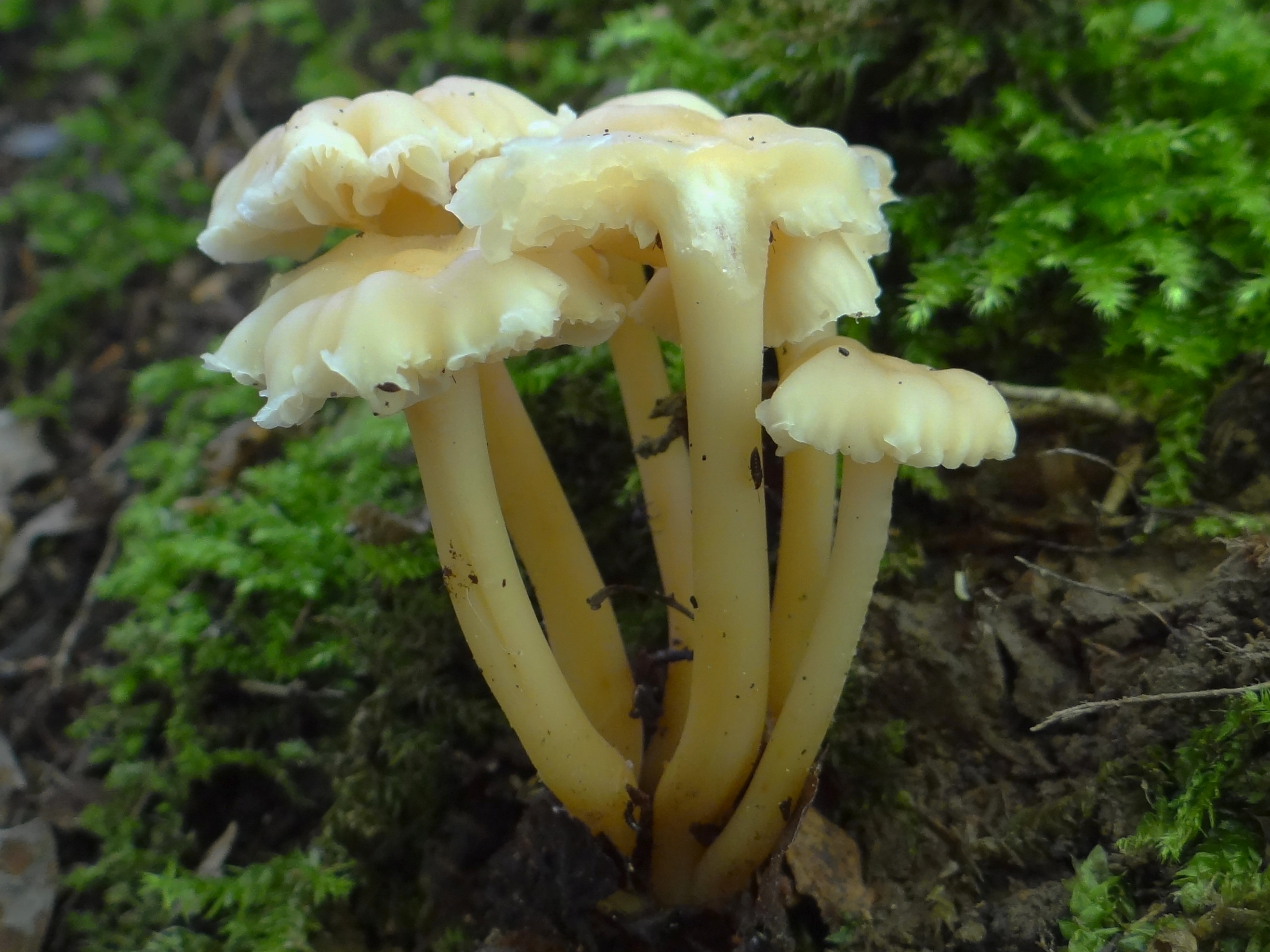

Wilgotnica cytrynowa (Hygrocybe citrina (Rea) J.E. Lange) – gatunek grzybów z rodziny wodnichowatych (Hygrophoraceae).

## Systematyka i nazewnictwo
Pozycja w klasyfikacji według Index Fungorum: Hygrophoraceae, Agaricales, Agaricomycetidae, Agaricomycetes, Agaricomycotina, Basidiomycota, Fungi.
Po raz pierwszy takson ten zdiagnozował w 1910 r. Carleton Rea nadając mu nazwę Hygrophorus citrinus. Obecną, uznaną przez Index Fungorum nazwę nadał mu w 1940 r. Lange.
Synonimy:
- Gliophorus citrinus (Rea) Kovalenko 1989
- Godfrinia citrina (Rea) Herink 1958
- Hygrocybe citrina (Rea) J.E. Lange 1940 var. citrina
- Hygrophorus citrinus Rea 1910

Nazwę polską podała Barbara Gumińska w 1997 r., używała też nazwy wilgotnica lepka.

## Morfologia
Kapelusz
Jeden z najmniejszych gatunków wilgotnic. Średnica 1–2,5 cm, u młodych okazów wypukły, u starszych płasko rozpostarty, czasami nawet wklęsły. Brzeg prążkowany. Powierzchnia gładka, śluzowata o barwie cytrynowożółtej, czasami z pomarańczowym odcieniem. Po wyschnięciu staje się żółty.
Blaszki
Dość rzadkie i różnej długości. Przyrośnięte lub nieco zbiegające. Barwa cytrynowożółta, ostrza równe.
Trzon
Wysokość 2–4 cm, grubość 0,2–0,3 cm, walcowaty, gąbczasty, prosty lub wygięty. Powierzchnia gładka, nieco lepka, o barwie cytrynowożółtej. Przy podstawie nieco jaśniejszy.
Miąższ
Miękki, żółty, po uszkodzeniu nie zmieniający barwy. Bez zapachu, smak łagodny. Miąższ – żółty (jaśniejszy niż powierzchnia kapelusza), miękki, po przekrojeniu niezmieniający barwy, o smaku łagodnym i bez zapachu.
Wysyp zarodników
Biały. Zarodniki eliptyczne, gładkie.

## Występowanie i siedlisko
W Polsce gatunek mało znany. W piśmiennictwie naukowym do 2003 r. podano tylko 3 stanowiska (w Pieninach, Bieszczadach i pod Warszawą).
Rośnie na ziemi wśród traw i mchów, szczególnie na terenach trawiastych (polany, łąki, pastwiska). Owocniki pojawiają się pojedynczo lub w małych grupkach od września do października.

## Gatunki podobne
Jest w Polsce kilka gatunków żółtych wilgotnic: wilgotnica ostrostożkowata (Hygrocybe acutoconica), wilgotnica żółknąca (Hygrocybe chlorophana), tzw. wilgotnica papuzia (Gliophorus psittacinus), wilgotnica cytrynowozielonawa (Hygrocybe citrinovirens). Wilgotnica cytrynowa jest najmniejszą z nich. Najbardziej podobna wilgotnica cytrynowozielonawa jest większa i ma białe blaszki.